# Liste der Stolpersteine in Bad Lausick
Die Liste der Stolpersteine in Bad Lausick enthält sämtliche Stolpersteine, die im Rahmen des gleichnamigen Kunst-Projektes von Gunter Demnig in Bad Lausick im Landkreis Leipzig verlegt wurden.

## Hintergrund
Die bisher verlegten Stolpersteine in Bad Lausick gehen auf die Recherche von Schülern der dortigen Werner-Seelenbinder-Oberschule in Zusammenarbeit mit dem Erich-Zeigner-Haus e. V. Leipzig zurück.

### Verlegung im Mai 2016
Seit 2015 hatte eine zehnte Klasse recherchiert, unter anderem im Stadtarchiv und dem Sächsischen Staatsarchiv. Anfangs waren nur drei Familienmitglieder bekannt, später neun. Drei davon konnten rechtzeitig in den 1930er Jahren ins Ausland fliehen. An der Zeremonie nahm auch der damalige stellvertretende Bürgermeister Manfred Hönig teil.

### Verlegung im Mai 2017
Der darauf folgende Jahrgang der zehnten Klasse recherchierte ebenfalls im Staatsarchiv sowie beim örtlichen Geschichtsverein und einer Synagoge. Die Schüler warben mit einem Flyer um Spenden, um den Stolperstein zu finanzieren.

### Verlegung im Juni 2018
Schüler einer achten Klasse recherchierten im Staatsarchiv und beim Internationalen Suchdienst in Bad Arolsen und trafen den Enkel von Friedrich Kaubisch, der auch bei der Verlegung anwesend war. Das Projekt wurde gefördert von der F.-C.-Flick-Stiftung gegen Fremdenfeindlichkeit, Rassismus und Intoleranz.

### Verlegung im Mai 2019
Auch dieses Rechercheprojekt einer neunten Klasse wurde von der F.-C.-Flick-Stiftung gegen Fremdenfeindlichkeit, Rassismus und Intoleranz gefördert.

### Verlegung im April 2021
Die Recherche durch Schüler einer zehnten Klasse begann bereits im Herbst 2019. Die ursprünglich für November 2020 geplante Verlegung durch Gunter Demnig wurde wegen der COVID-19-Pandemie in Deutschland abgesagt. Die Stolpersteine wurden stattdessen nach Bad Lausick versandt, damit sie vor Ort in Eigenregie verlegt werden können. Dies wurde zunächst für Januar geplant und fand erst am 19. April 2021 statt.

### Verlegung im Juni 2023
Schülerinnen und Schüler der Werner-Seelenbinder-Oberschule verlegten am 21. Juni 2023 gemeinsam mit Gunter Demnig einen Stolperstein für den Sozialdemokraten Karl Köppel.

## Liste der Stolpersteine
| Bild              | Adresse                                                           | Verlegedatum  | Person, Inschrift | Kurzvita/Anmerkungen |
| ----------------- | ----------------------------------------------------------------- | ------------- | --- | --- |
|                   | Angerstraße 17 04651 Bad Lausick Lage                             | 12. Mai 2019  | Hier wohnte Bruno Ernst Hönig Jg. 1907 im Widerstand/KPD zwangssterilisiert 1936 Krankenhaus Hubertusburg verhaftet 1944 ’Aktion Goerdeler’ Sachsenhausen entlassen 1944             | Bruno Ernst Hönig (* 21. Juli 1907 in Bad Lausick, † März 1967 in Bad Lausick), eines von insgesamt 10 Geschwistern, 1926 Rotem Jungsturm beigetreten, 1929 KPD beigetreten, 1933 zum Stadtverordneten von Bad Lausick gewählt, am 26. März 1933 erstmals verhaftet, am 21.3.1936 in Hubertusburg zwangssterilisiert, 1944 im Rahmen von „Aktion Goerdeler“ zehn Wochen im KZ Sachsenhausen, 1946 als Opfer des Faschismus und 1950 als Verfolgter des Naziregimes anerkannt, Hochzeit am 16. Dezember 1950 |
|                   | August-Bebel-Straße 25 04651 Bad Lausick Lage                     | 20. Juni 2018 | Hier wohnte Friedrich Kaubisch Jg. 1895 Zeuge Jehovas verhaftet 17.4.1943 mehrere KZ 1943 Ravensbrück befreit                                                                        | Friedrich August Kaubisch (* 4. August 1895 in Meißen, † 1954), Zeuge Jehovas, zunächst als Opfer des Faschismus anerkannt, von der DDR wieder aberkannt |
| weitere Bilder \| | Fabianstraße 10 04651 Bad Lausick (damals Straße des 9. Mai) Lage | 19. Apr. 2021 | Hier wohnte Walter Baunack Jg. 1905 Im Widerstand/KPD ’Schutzhaft’ 1933–1934 Colditz, Sachsenburg ’Schutzhaft’ 1937 Sachsenburg entlassen/überwacht von der Gestapo                  | Walter Erich Otto Baunack (* 18. Februar 1905 in Leipzig), eines von insgesamt drei Geschwistern, Mechaniker, 1923 Gründer einer Ortsgruppe des kommunistischen Jugendverbands, Eintritt in die KPD, mehrfach verhaftet und im KZ Colditz und KZ Sachsenburg interniert, nach dem Krieg als Opfer des Faschismus und Kämpfer gegen den Faschismus anerkannt |
| weitere Bilder \| | Fabianstraße 10 04651 Bad Lausick (damals Straße des 9. Mai) Lage | 19. Apr. 2021 | Hier wohnte Dora Baunack geb. Müller Jg. 1907 Im Widerstand/KPD ’Schutzhaft’ 1933 Gefängnis Bad Lausick entlassen 1934 unter Polizeiaufsicht                                         | Dora Baunack, geb. Müller (* 29. Oktober 1907 in Bad Lausick), gemeinsames Engagement mit ihrem Mann, ähnliche Verfolgung und spätere Anerkennung |
| weitere Bilder \| | Leipziger Straße 13 Lage                                          | 21. Juni 2023 | Hier wohnte Karl Köppel Jg.1893 verhaftet 1935 'Landesverrat' Gefängnis Bautzen Ichtershausen 1940 KZ Sachsenhausen Todesmarsch 22.4.1945 überlebt                                   | Karl Köppel (* 29. Dezember 1893 in Plauen, † 8. Oktober 1960) 1935 verhaftet und wegen Hochverrat verurteilt, danach im KZ Sachsenhausen, überlebte Todesmarsch vom 01. Mai 1945 und starb 1960 infolge einer Lungenentzündung. |
|                   | Reichersdorfer Straße 1 04651 Bad Lausick Lage                    | 29. Mai 2017  | Hier wohnte Max Lohmann Jg. 1896 Im Widerstand/SPD verhaftet Jan. 1938 ’Staatsfeindliche Gesinnung’ Gefängnis Chemnitz entlassen April 1938 Juni 1938 Buchenwald entlassen 19.4.1940 | Max Lohmann (* 11. Januar 1896 in Stein, 24. Mai 1971 in Borna) eine Schwester, evangelisch-lutherische Konfession, Elektromonteur, im Ersten Weltkrieg durch einen Lungenschuss verwundet (später Eisernes Kreuz II. Klasse), Juni 1927 Hochzeit, seit 6. Juni 1933 verwitwet, bis 1. Januar 1933 SPD-Mitglied, Januar bis 15. Juni 1938 in „Schutzhaft“, anschließend im KZ Buchenwald, im April 1940 freigelassen, 1946 als Opfer des Faschismus anerkannt                                               |
|                   | Straße der Einheit 40 04651 Bad Lausick Lage                      | 6. Mai 2016   | Hier wohnte Siegmund Hirsch Jg. 1860 deportiert 1942 Theresienstadt ermordet 9.12.1942                                                                                               | Siegmund/Sigismund Hirsch (* 26. Januar 1860 in Guben, † 9. Dezember 1942 im Ghetto Theresienstadt) |
|                   | Straße der Einheit 40 04651 Bad Lausick Lage                      | 6. Mai 2016   | Hier wohnte Sophie Hirsch Jg. 1894 deportiert 1942 Belzyce ermordet | Sophie/Sofie Hirsch (* 1. Februar 1894 in Kamenz), am 10. Mai 1942 ins Ghetto Bełżyce deportiert und ermordet |
|                   | Straße der Einheit 40 04651 Bad Lausick Lage                      | 6. Mai 2016   | Hier wohnte Fanny Hirsch Jg. 1900 Flucht 1935 Britisch-Indien | Fanny Hirsch (* 1900) |
|                   | Straße der Einheit 40 04651 Bad Lausick Lage                      | 6. Mai 2016   | Hier wohnte Margarethe Hirsch Jg. 1902 Flucht 1939 Schottland | Margarethe Hirsch (* 1902) |
|                   | Straße der Einheit 40 04651 Bad Lausick Lage                      | 6. Mai 2016   | Hier wohnte Else Hirsch Jg. 1903 deportiert 1942 Belzyce ermordet | Else/Elsa Hirsch (* 10. November 1903), am 10. Mai 1942 ins Ghetto Bełżyce deportiert und dort ermordet |
|                   | Straße der Einheit 40 04651 Bad Lausick Lage                      | 6. Mai 2016   | Hier wohnte Max Hirsch Jg. 1908 Flucht 1937 Palästina | Max Hirsch (* 1908) |
|                   | Straße der Einheit 40 04651 Bad Lausick Lage                      | 6. Mai 2016   | Hier wohnte Johanna C. Michaelis geb. Hirsch Jg. 1899 unfreiwillig verzogen Berlin deportiert 1942 ermordet in Auschwitz                                                             | Johanna Charlotte Michaelis, geb. Hirsch (* 6. März 1899 in Bad Lausick) wurde am 9. Dezember 1942 zusammen mit ihrem Mann Erich Michaelis mit dem 24. Osttransport ins KZ Auschwitz deportiert und ermordet, in Berlin ist ebenfalls ein Stolperstein für sie verlegt |